# Hot Right Now
"Hot Right Now" é uma canção do produtor musical inglês DJ Fresh, com participação vocal da compatriota Rita Ora. A faixa está incluída no terceiro álbum de estúdio do produtor, Nextlevelism, e também no álbum de estreia de Rita Ora, Ora.

## Desempenho nas tabelas musicais

### Posições
| Tabela musical (2012)                          | Melhor posição |
| ---------------------------------------------- | -------------- |
| Austrália (ARIA)                               | 46             |
| Áustria (Ö3 Austria Top 75)                    | 24             |
| Bélgica (Ultratop 50 de Flandres)              | 11             |
| Bélgica (Ultratip Bubbling Under da Valônia)   | 33             |
| República Checa (Rádio Top 100)                | 5              |
| Euro Digital Songs (Billboard)                 | 4              |
| O campo songid é OBRIGATÓRIO PARA PARADA ALEMÃ | 28             |
| Irlanda (IRMA)                                 | 17             |
| Países Baixos (Dutch Top 40)                   | 11             |
| Polónia (Dance Top 50)                         | 22             |
| Escócia (Scottish Singles Chart)               | 2              |
| Eslováquia (Rádio Top 100)                     | 9              |
| Suíça (Schweizer Hitparade)                    | 39             |
| Reino Unido (UK Singles Chart)                 | 1              |
| Reino Unido (UK Dance Chart)                   | 1              |

## Histórico de lançamento
| Região      | Data                    | Formato          | Gravadora         |
| ----------- | ----------------------- | ---------------- | ----------------- |
| Reino Unido | 12 de fevereiro de 2012 | Download digital | Ministry of Sound |